# Coggia
Coggia är en kommun i departementet Corse-du-Sud på ön Korsika i Frankrike. Kommunen ligger  i kantonen Les Deux-Sorru som tillhör arrondissementet Ajaccio. År 2022 hade Coggia 808 invånare.

## Befolkningsutveckling
Antalet invånare i kommunen Coggia
Referens:INSEE